# Вільям Гілберт
Ві́льям Гі́лберт (англ. William Gilbert; 24 травня 1544 року, Колчестер, графство Ессекс — 30 листопада 1603 року, Лондон) — англійський фізик, придворний лікар Єлизавети I і Якова I. Вивчав магнітні та електричні явища, першим ввів термін «електричний».
Головна його праця — «Про магніт, магнітні тіла та про великий магніт Землі». Його філософія — нова філософія того часу — пошук істини не тільки у книгах, але й у самих речах (у дослідах). Описав понад 600 дослідів. Він виготовив великий залізний магніт сферичної форми — «маленьку Землю». Створив перший електроскоп. Встановив, що полум'я знищує властивість притягання, отриману під час тертя. Стверджував відмінність між магнітним притяганням і електричним. Підмітив, що вологі тіла погано електризуються тертям, а на притягання магнітів вологість, навпаки, не впливає.

## Біографія
Народився у південно-східній частині Англії в місті Колчестері у 1544 році, освіту отримав у Кембриджі, потім у Оксфорді. Сім'я Гілберта була дуже відома в окрузі: його батько був чиновником, а сама сім'я мала досить поважний родовід. Після закінчення місцевої школи 1558 року, його відправили до Кембриджа. Про його життя до початку наукової кар'єри відомо дуже мало. Існує версія, що він також навчався в Оксфорді, хоча документальних доказів цього немає. У 1560 році він здобуває ступінь бакалавра, а у 1564 році — магістра філософії.
Закінчивши навчання, Гілберт вирушив у подорож Європою, яка тривала кілька років, після чого він оселився у Лондоні.

## Діяльність
Вільям Гілберт сам виготовив прилад Джироламо Фракасторо (1483—1553), та перевірив справедливість стверджень, які Фракасторо описав у книзі «Про симпатію й антипатію речей». Прилад складався із срібного стрижня, підвішеного подібно магнітній стрілці і виявляв, що янтар притягує не тільки соломинки, але й срібло. Гілберт назвав свій прилад версором і систематично використовував його у своїх дослідженнях. Це був перший електроскоп. За допомогою цього електроскопу Гілберт показав, що електроскоп притягує не тільки натертий янтар, але й алмаз, аметист, гірський кришталь, скло, сланці, сірку, сургуч, кам'яну сіль, та багато інших тіл. Всі ці тіла він назвав «електричними тілами». Усі інші тіла, що не притягувались, класифікувались ним, як неелектричні.
Вільям Гілберт у 1560-х роках успішно займався лікарською практикою. У 1569 році він став доктором медицини[джерело?], у 1573 році — членом Королівського медичного коледжу. Зацікавившись лікувальними властивостями магнітів, про які дізнався з рукописів стародавніх і сучасних авторів, Вільям Гілберт приступив до фундаментального вивчення магнітних і електричних явищ. Виконав та перевірив справедливість тверджень, описаних в рукописах стародавніх і сучасних авторів. Здійснив понад 600 оригінальних експериментів. Створив першу залізну магнітну кулю «маленьку Землю». Потім, обходячи її поверхню, за допомогою магнітної стрілки дослідив магнітні властивості своєї кулі і таким чином довів, що вони відповідають магнітним властивостям Землі — великого магніту. Земля відрізняється від цієї кулі лише розмірами. Висновок: явища космосу можна вивчати тими ж методами, що й на Землі. Тому Галілей оцінив цей дослід Гілберта, як «гідний подиву»! Це був удар по тисячолітньому міфу про протиставлення земного світу і небесного світу.
Він встановив, що будь-які магніти мають по два полюси, при цьому різнойменні полюси притягуються, а однойменні відштовхуються. Проводячи досліди із залізною магнітною кулею, яка взаємодіяла з магнітною стрілкою, вперше висунув припущення про те, що Земля є гігантським магнітом. Також він припустив ідею про те, що магнітні полюси Землі можуть збігатися з географічними полюсами планети.
Гілберт створив першу теорію магнітних явищ. Він автор першого наукового трактату «Про магніт, магнітні тіла та про великий магніт — Землі» (1600 рік), у якому поєднав підсумки роботи своїх попередників у галузі магнетизму із власною вісімнадцятирічною роботою. У 1600 році видав книгу, в якій описані його досліди над магнітами і електричними властивостями тіл. Розділив тіла: які електризуються тертям і не електризуються, підмітив тим самим вплив вологості повітря на електричне притягання легких тіл.
Вільям Гілберт висунув декілька важливих гіпотез і підтвердив їх експериментально, на відміну від своїх схоластичних попередників. Так, наприклад, Вільям Гілберт був першим, хто встановив, що магніт завжди має два полюси, і, навіть розрізавши його навпіл, неможливо отримати магніт з одним полюсом. Гілберт також досліджував електричні явища, вперше застосувавши цей термін. Він зауважив, що багато тіл так само як і бурштин після натирання можуть притягувати маленькі предмети, і на честь цієї речовини назвав подібні явища електричними (від лат. electricus — «бурштиновий»). Ввів поняття «електричні явища». Електричні явища, — за Вільямом Гілбертом: «Сукупність природних явищ в яких існують і перебувають в постійному русі і взаємодії зарядженні частинки». Гілберт у лікарській практиці використовував магнітотерапію.
Помер у Лондоні 30 листопада 1603 року від чуми.